# 布羅克斯本站
布羅克斯本站（英語：Broxbourne railway station）是一座位於英国英格兰赫特福德郡布羅克斯本的車站，坐落于西盎格利亞主線、第9收費區上。車站主要爲布羅克斯本以及位於該鎮以北的霍德斯頓的居民提供服务。車站透過鐵路分別距離倫敦利物浦街車站及大倫敦邊界約27.7公里（17.2英里）及7公里（4.4英里），位于切森特和羅伊登站之间。

## 備注
1. ↑  車站雖然不位於倫敦，但票務計算方式以大倫敦的第9收費區計算